# Sclerophyton rostratum
Sclerophyton rostratum är en lavart som beskrevs av Egea & Torrente. Sclerophyton rostratum ingår i släktet Sclerophyton och familjen Roccellaceae.   Inga underarter finns listade i Catalogue of Life.